# Régat
Régat (okzitanisch Regat) ist eine französische Gemeinde mit 94 Einwohnern (Stand 1. Januar 2022) im Département Ariège in der Region Okzitanien. Sie gehört zum Kanton Mirepoix und zum Arrondissement Pamiers.
Nachbargemeinden sind Aigues-Vives im Nordwesten, Léran im Osten und Laroque-d’Olmes im Süden.

## Bevölkerungsentwicklung

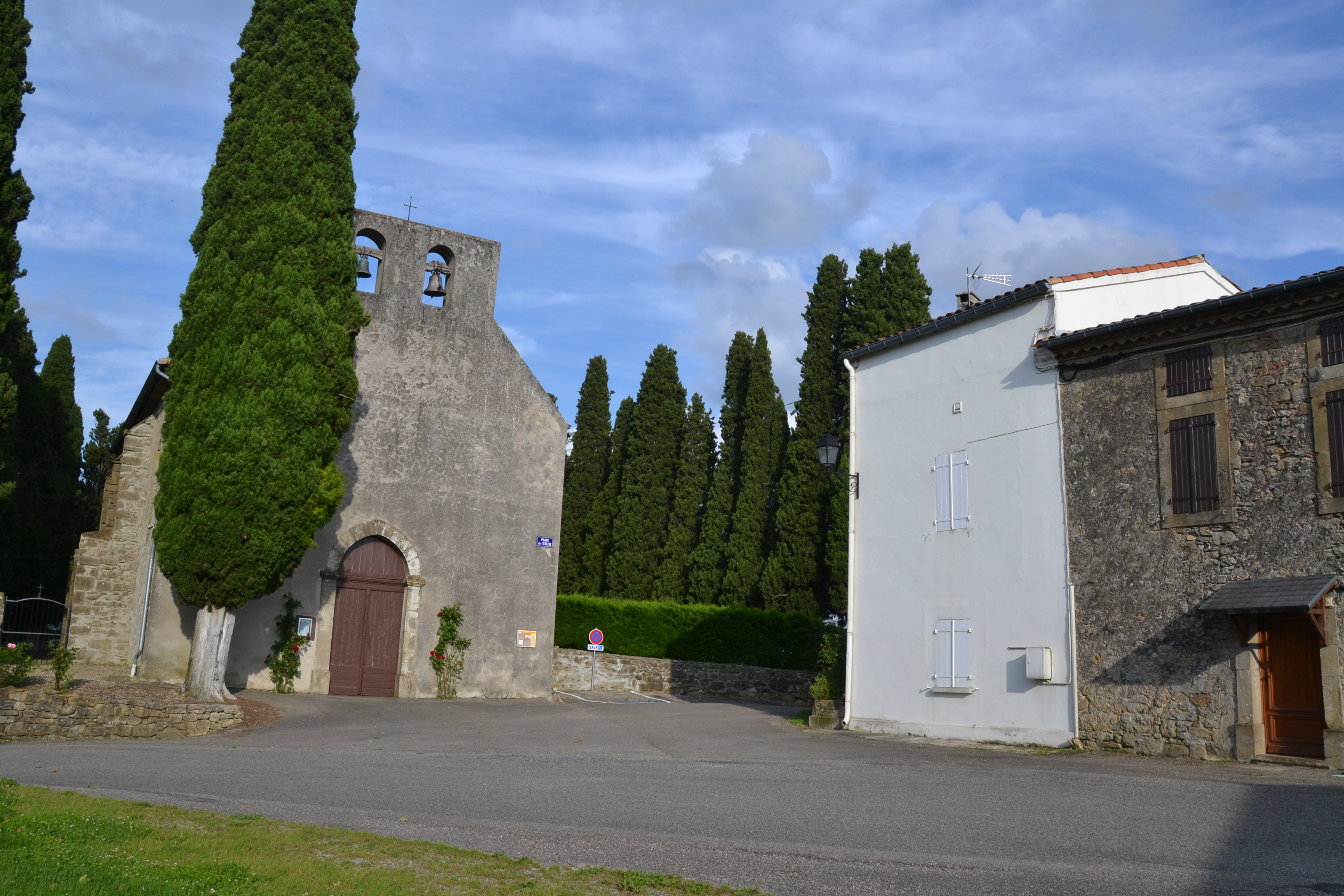
Kirche Saint-Jean-Baptiste

| Jahr                       | 1962 | 1968 | 1975 | 1982 | 1990 | 1999 | 2008 | 2015 |
| -------------------------- | ---- | ---- | ---- | ---- | ---- | ---- | ---- | ---- |
| Einwohner                  | 35   | 29   | 29   | 50   | 56   | 62   | 81   | 87   |
| Quellen: Cassini und INSEE |      |      |      |      |      |      |      |      |